# Andrés José Carrasco Vázquez
Andrés José Carrasco Vázquez (Murcia, Región de Murcia, España, 23 de marzo de 1988), más conocido como Andrés Carrasco, es un futbolista español. Juega de delantero y su actual equipo es el Club de Fútbol Lorca Deportiva de la Tercera RFEF.

## Trayectoria
El delantero murciano llegó al club grana en categoría infantil. Entre 2006 y 2008 tuvo dos experiencias en el FC Cartagena B y en el Pinatar CF en el grupo XIII de la Tercera División de España, para regresar en 2008 al Real Murcia Imperial Club de Fútbol para jugar dos temporadas en Segunda División B de España a las órdenes de José Miguel Campos y Manolo Requena, disputando 48 partidos y realizando dos goles. 
En verano de 2010, firma por el Valencia Club de Fútbol Mestalla en el que jugó durante la primera vuelta de la competición, volviendo en diciembre de 2010 a la Región para jugar en el Yeclano Deportivo de la Segunda División B de España. 
En la temporada 2011-12, jugaría en el Caravaca CF de la Segunda División B de España. 
En la temporada 2012-13, jugaría en la La Hoya Lorca CF, con el que se proclamó campeón del grupo XIII en Tercera.
En la temporada 2013-14, con el UCAM Murcia CF en Tercera, anotó 9 goles en 14 partidos. 
En la temporada 2014-15, firmó por el Águilas Fútbol Club en Tercera, anotando 27 tantos en 29 partidos.
En julio de 2015, Carrasco firmó por el CF Lorca Deportiva en Tercera y llevó al equipo de la Ciudad del Sol a convertirse en campeón del Grupo XIII, aunque no pudo conseguir el ascenso. Un año después se repitió la historia en la liga regular, pero en esta ocasión sí que logró subir a la categoría de bronce al término de la temporada 2016-17, en la que marcó 43 goles y fue el máximo goleador de España en las principales categorías del fútbol nacional.
En la temporada 2017-18, volvió a la Segunda División B de España con el club lorquino, pero acabó descendiendo de categoría, con Carrasco haciendo 8 tantos. 
El 18 de julio de 2018, firmó por el C. F. Villanovense de Segunda División B de España, en la que hizo cuatro goles.
En verano de 2019, volvió al CF Lorca Deportiva en Tercera División y consiguió de nuevo el ascenso con los blanquiazules.
En la temporada 2020-21, jugó en la Segunda División B de España con el CF Lorca Deportiva, disputando 22 partidos, 20 de ellos como titular y marcó 11 goles. 
El 11 de junio de 2021, firma por el Real Murcia CF de la Segunda RFEF. Durante la temporada 2021-22, disputaría 35 partidos, logrando la cifra de 10 goles, aportando para el ascenso a la Primera RFEF.
El 9 de julio de 2023, firma por el Club Deportivo Cieza de la Tercera RFEF.
El 26 de julio de 2024, firma por el Club de Fútbol Lorca Deportiva de la Tercera RFEF.

## Clubes
| Club                                | País   | Año           |
| ----------------------------------- | ------ | ------------- |
| FC Cartagena B                      | España | 2006-2007     |
| Pinatar CF                          | España | 2007-2008     |
| Real Murcia Imperial Club de Fútbol | España | 2008-2010     |
| Valencia Club de Fútbol Mestalla    | España | 2010          |
| Yeclano Deportivo                   | España | 2010-2011     |
| Caravaca CF                         | España | 2011-2012     |
| UCAM Murcia CF                      | España | 2012          |
| La Hoya Lorca CF                    | España | 2012-2013     |
| UCAM Murcia CF                      | España | 2013-2014     |
| Águilas Fútbol Club                 | España | 2014-2015     |
| CF Lorca Deportiva                  | España | 2015-2018     |
| C. F. Villanovense                  | España | 2018-2019     |
| CF Lorca Deportiva                  | España | 2019-2021     |
| Real Murcia Club de Fútbol          | España | 2021-2023     |
| Club Deportivo Cieza                | España | 2023-2024     |
| Club de Fútbol Lorca Deportiva      | España | 2024-Presente |